# Federació Mundial de Karate
La Federació Mundial de Karate (FMK) (en anglès: World Karate Federation, WKF) es va fundar el 1961. És l'organisme de karate més gran del món amb 186 països. És l'única organització de karate reconeguda pel Comitè Olímpic Internacional i compte amb més de 10 milions de membres. La FMK organitza el Campionat mundial de Karate, tant júnior com sènior. El president de la FMK és Antonio Espino, i les seves oficines centrals es troben a Madrid.

## Campionats
| Any  | Seu             | Millor Nació  |
| ---- | --------------- | ------------- |
| 1970 | Tòquio          | Japó          |
| 1972 | París           | França        |
| 1975 | Long Beach      | Japó          |
| 1977 | Tòquio          | Països Baixos |
| 1980 | Madrid          | Espanya       |
| 1982 | Taipei          | Japó          |
| 1984 | Maastricht      | Regne Unit    |
| 1986 | Sydney          | Japó          |
| 1988 | El Caire        | Japó          |
| 1990 | Ciutat de Mèxic | Japó          |
| 1992 | Granada         | Espanya       |
| 1994 | Kota Kinabalu   | Japó          |
| 1996 | Sun City        | Regne Unit    |
| 1998 | Rio de Janeiro  | França        |
| 2000 | Múnic           | França        |
| 2002 | Madrid          | Espanya       |
| 2004 | Monterrey       | Japó          |
| 2006 | Tampere         | Itàlia        |
| 2008 | Tòquio          | Japó          |
| 2010 | Belgrad         |               |
| 2012 | París           |               |